# Ciubăr Vodă
Ciubăr Vodă (în maghiară Csupor de Monoszló), (? – după 1449) a fost un nobil ungur, membru al familiei Monoszló, de origine croată. 

## Biografie
Ciubăr a fost un comandant al trupelor lui Iancu de Hunedoara trimise în sprijinul uzurpatorului duumvir Petru al III-lea pentru a-l înlocui pe nepotul său, Roman al II-lea. Petru îl va ucide pe Roman și va deveni pentru scurtă vreme domnitor al Moldovei. Ciubăr Vodă a guvernat Moldova pentru aproximativ două luni, după moartea neașteptată a lui Petru la nici un an după căpătarea puterii, înainte de 10 octombrie și până la sfârșitul lui decembrie 1448 (posibil sfârșitul lui ianuarie 1449, întrucât în februarie 1449 Alexăndrel a urcat pe tronul Moldovei, domnind pentru prima oară).
După ce acesta va ceda tronul în favoarea lui Alexăndrel, va părăsi Moldova și se va pierde în analele istoriei. Scurta sa domniei reprezintă un repaus al haosului cauzat de războiul civil din Moldova de la acea perioadă. 
Ciubăr a fost primul domnitor al principatelor române care să nu fi fost de origini românești (fiind croat) și primul impus cu forța de către coroana maghiară în Moldova.

## Menționări și controverse
Letopisețul de la Putna despre primii domni ai Moldovei menționează: 
„Și a domnit Ciubăr 2 luni.”
Primele menționări ale domniei lui Ciubăr Vodă apar în letopisețul cel leșesc și în letopisețul cel moldovenescu, iar aceste menționări sunt consemnate de Grigore Ureche în Letopisețul țărâi Moldovei, de când s-au descălecat țara și de cursul anilor și de viiața domnilor carea scrie de la Dragoș vodă până la Aron vodă:
„Scrie létopisețul cel leșesc că după moartea lui Petru vodă au domnit un Ștefan un an și au murit. După acestu Ștefan vodă au domnitu Ciubăr. Iar letopisețul cel moldovenescu de acest Ștefan vodă nimica nu scrie, făr câtu spune că după moartea lui Pătru vodă au domnitu Ciubăr vodă doao luni.”

## Poziția lui Nicolae Iorga
Nicolae Iorga îl plasează pe Ciubăr Vodă în jurul anului 1450 și susținea că a fost domn, a stăpânit două luni și era din neamul lui Alexandru cel Bun, deoarece boierii moldoveni nu puteau accepta la domnie un comandant ungur, ci numai un personaj de neam domnesc și susținea că Ciubăr nu e aici o poreclă, ci un nume făcând trimitere la postelnicul Ciope, care a trăit în jurul lui 1451, al cărui nume ar fi dat formele Ciopel, Ciopor, Ciopâr, Ciubâr, care ar însemna „Dracul”, dar această părere nu a fost acceptată de istoriografia românească. În limba maghiară, „csupor” înseamnă „oală”.

## Toponime
Ciubărciu (în limba rusă Чобурчи-Ciobruciu, în limba ucraineană Чобурчі-Cioburciu), localități din Republica Moldova.